# Villa del Parque (Río Negro)
Villa del Parque es una localidad del municipio de Chichinales, departamento General Roca, provincia de Río Negro, Argentina. Se encuentra 6 km al Sudoeste de Chichinales, y 10 km al Sudeste de Villa Regina.
En 2012 se anunció la construcción de la red cloacal del barrio. Cuenta con una delegación municipal, comisaría y biblioteca.

## Población
Contó con 432 habitantes (Indec, 2010), lo que representó un incremento del 10% frente a los 393 habitantes (Indec, 2001) del censo anterior.
El censo 2022 registró una población de 445 habitantes que se repartieron entre 231 hombres y 214 mujeres. Sin embargo, las cifras obtenidas fueron estimativas solo teniendo en cuenta a la población en viviendas particulares; es decir, excluyendo del dato a la población institucional y las personas sin hogar. Gracias a este censo también fue posible conocer su densidad y tamaño urbano.
| Gráfica de evolución demográfica de Villa del Parque entre 1991 y 2022 |
|                                                                        |
| Fuente: Censos nacionales del INDEC                                    |